# Watch Out Stampede
Watch Out Stampede ist eine 2011 gegründete Post-Hardcore-Band aus Bremen.

## Geschichte
Watch Out Stampede wurde 2011 in Weyhe, Niedersachsen gegründet und besteht in aktueller Besetzung aus den vier Mitgliedern Andreas Hildebrandt (Gesang), Dennis Landt (Gesang, Gitarre), Stefan Poggensee (Bass) und Tolga Özer (Schlagzeug). Watch Out Stampede ging aus der vorherigen Band „The Glues“ hervor. Mit ihrer Gründung im Jahr 2011 veröffentlichte die Band ihre erste EP From Hoes and Heroes auf CD. Im gleichen Jahr erschien mit Sky Burns Red das erste Musikvideo. Durch lokale Bandwettbewerbe und größere Festivals wie das Reload Festival in Sulingen und „Rock den Lukas“ in Tarmstedt machte die Band in der lokalen Berichterstattung und deutschlandweit in der Szene auf sich aufmerksam.
Im Jahr 2014 unterschrieb die Band ihren ersten Plattenvertrag bei Noizgate Records und veröffentlichte in den Folgejahren drei Studioalben und eine LP. Reacher erschien am 13. Juni 2014, Tides am 25. September 2015, SVTVNIC am 24. März 2017 und die WATCH OUT STAMPEDE VINYL EDITION am 7. Dezember 2018. Hierzu veröffentlichte die Band diverse Musikvideos. Die Studioalben und Musikvideos entstanden größtenteils in Eigenregie. Eine Ausnahme ist das Album SVTVNIC, welches in den Chamäleon Studios von Eike Freese und Alexander Dietz, dem Gitarrist von Heaven Shall Burn, gemixt und gemastert wurde.
Watch Out Stampede veröffentlichte Coverversionen und Musikvideos von den Titeln Die Young von Kesha (2013) und Outside von Ellie Goulding (2015), die aus lizenzrechtlichen Gründen auf keinem Album erschienen sind. Im April 2019 unterschrieb die Band einen Plattenvertrag bei dem deutschen Musiklabel Redfield Records.
Watch Out Stampede ist mit Bands wie Electric Callboy, The Black Dahlia Murder, The Browning oder Emil Bulls und vielen mehr aufgetreten. Dazu kommen Auftritte auf großen Festivals wie dem Wacken Open Air, dem Deichbrand, Vainstream und Open Flair. Zur vergangenen Besetzung der Band zählen Kai Bührmann (Gitarre), Torben Budelmann (Bass) und Jendrik Grube (Gitarre).

## Stil
Die Band beschreibt ihren Stil als Post-Hardcore. Das Deepground Magazin fühlt sich bei dem Album SVTVNIC an Metalcorebands der letzten Jahre erinnert und schreibt von hardcorelastigem Post-Metal. Die Musik der Band besteht aus den genretypischen Shout- und Cleangesängen, Breakdowns und Moshparts, wobei auch elektronische Musikinstrumente wie Synthesizer und Sampler verwendet werden. Seit 2023 sind die Gitarren tiefer gestimmt, laut eigener Aussage, wodurch die Songs in Verbindung mit den Shouts von Ando deutlich aggressiver klingen. Die Texte der Band beschäftigen sich mit tendenziell düsteren Themen, wie Schmerz, Verlust, Rache, jedoch enthalten diese auch gesellschaftliche Kritik oder beschreiben freundschaftliche Beziehungen.

## Diskografie
- 2011: From Hoes and Heroes (EP, Eigenveröffentlichung)
- 2014: Reacher (Album, Noizgate Records)
- 2015: Tides (Album, Noizgate Records)
- 2017: SVTVNIC (Album, Noizgate Records)
- 2018: Watch Out Stampede (Album, Noizgate Records)
- 2019: Northern Lights (Album, Redfield Records)